# Maurizio Mariani
Maurizio Mariani (Roma, 25 febbraio 1982) è un arbitro di calcio italiano.

## Carriera
Nato a Roma, matura la decisione di intraprendere la carriera arbitrale all'età di 16 anni, quando, trovandosi a Venezia per completare gli studi presso la Scuola navale militare "Francesco Morosini", si iscrive al corso arbitri per effettuare l'esame.
Nell'ottobre 2000 avviene il suo debutto come fischietto su un campo di calcio, nella categoria esordienti. Fa dunque il ritorno nel Lazio ed inizia a scalare le categorie, fino ad approdare in Serie D nel 2007 e successivamente, dopo due anni di permanenza, in Lega Pro nel 2009.
Dopo ulteriori due anni in Lega Pro, dove tra le altre partite dirige anche la finale di Supercoppa Primavera 2010-2011, per la stagione sportiva 2011-2012 viene promosso in CAN B e fa il suo esordio nella serie cadetta il 30 agosto 2011 in occasione della gara Gubbio-Ascoli. Pur appartenendo all'organico di Serie B, nella stagione successiva riesce a centrare l'obiettivo dell'esordio in Serie A. Questo avviene il 6 gennaio 2013 in occasione della partita Chievo-Atalanta.
Il 1º luglio 2015 viene promosso in Serie A.
Il 12 dicembre 2018, viene reso pubblico il suo inserimento nella lista degli arbitri internazionali FIFA a partire dal 2019.
Il 1º settembre 2020 viene inserito nell'organico della CAN A-B, nata dall’accorpamento di CAN A e CAN B: dirigerà sia in Serie A che in Serie B. Nella stagione 2020-2021 viene designato in 18 partite del massimo campionato e per 5 in cadetteria.
Il 15 ottobre 2020 viene designato per il suo primo Derby della Madonnina in programma due giorni dopo, diretto insieme ai due assistenti, Bindoni e Costanzo, al quarto ufficiale, Maresca e agli addetti VAR Irrati e Carbone.
Dal 1º gennaio 2021 figura nella lista dei Video Match Officials (ufficiali di gara che svolgono la funzione di VAR) della FIFA.
Nel mese di marzo 2021 la UEFA lo inserisce nel gruppo arbitrale per la fase a gironi del campionato europeo Under-21 in programma in Slovenia e Ungheria. Dirige due gare: il 27 marzo Germania-Olanda (1-1) e quattro giorni dopo Danimarca-Russia (3-0).
Viene seleziontato dalla FIFA, insieme al collega Paolo Valeri, in qualità di VAR per gli Europei 2023 U21, dal 21 giugno all'8 luglio. Tra le altre partite, viene designato come AVAR (assistendo Valeri) nel quarto di finale Inghilterra-Portogallo, e come VAR nella semifinale Israele-Inghilterra, assistito da Valeri..
L'8 ottobre 2023 dirige la partita del massimo campionato degli Emirati Arabi Uniti tra Al Nasr e Al Ain, affiancato dagli assistenti Filippo Meli e Stefano Alassio e dal VAR Marco Di Bello.
Al termine della stagione 2023-2024 vanta 151 presenze in Serie A.
Il 24 maggio 2024 la CONMEBOL, nell'ambito di un programma di scambio rientrante nell'accordo di cooperazione con la UEFA, lo ha convocato per la Copa América 2024 negli USA, insieme agli assistenti Daniele Bindoni e Alberto Tegoni, ed ai VAR Marco Di Bello e Aleandro Di Paolo.
Nel dicembre 2024 è promosso dalla UEFA nella categoria Elite.
Il 12 maggio 2025 viene designato per dirigere la finale di Coppa Italia 2024-2025 tra Milan e Bologna.